# Parasarcophaga jaipurensis
Parasarcophaga jaipurensis är en tvåvingeart som beskrevs av Nandi 1990. Parasarcophaga jaipurensis ingår i släktet Parasarcophaga och familjen köttflugor.
Artens utbredningsområde är Rajasthan (Indien). Inga underarter finns listade i Catalogue of Life.